# Полемос
Полемос (Полем; др.-греч. Πόλεμος, Pólemos ― «война») ― божественное воплощение войны в древнегреческой мифологии.
Неизвестны никакие культовые практики какого-либо поклонения Полемосу. Тем не менее, его имя можно найти у античных авторов, которые использовали его в аллегорическом смысле в философском дискурсе. Римским аналогом Полемоса был Беллум.

## Античная литература
По утверждению Пиндара, Полемос был отцом Алалы, богини боевого клича. Согласно Квинту Смирнскому, Полем был братом богини войны Энио. Между тем вообще у греков было множество богов-олицетворений войны и поля битвы: Арес, Эрида, Махай, Хисминай, Андроктасия, Фоной и Керы. В сочинениях Эзопа приводится рассказ о том, как Полемос по жребию взял в жёны богиню Гибрис (наглую надменность) и так полюбил ее, что они стали неразлучны. Бабрий в связи с этим рассказом предупреждает читателей о том, что не должно быть наглости среди народов или людей, обретающих благосклонность у толпы, потому что после её приобретения война будет неминуема.
В комедии Аристофана «Ахарняне»  сообщается, что Полемосу запрещается устраивать в пирах богов за то, что он сжигает виноградник, выливает вина и прерывает пение. Полемос настроен против Дикаэополиса, который успешно борется за мир и жаждет брака с богиней примирения. Дионис, бог жизненной силы, использует ветвь лозы в качестве оружия, чтобы ранить солдата Лахама за пренебрежение им в пользу Полемоса, но в целом Аристофан, похоже, выступает за баланс между Дионисом и Полемоса, так как интересы полиса иногда заключаются в мире, а иногда ― в войне.
Полемос даже кратко появляется в конце пролога к комедии «Мир» Аристофана. Вместе со своим приспешником Тумултом (Кудоймосом) он похоронил Мир под камнями в пещере. После этого он произносит речь, в которой объявляет, что собирается измельчить все города Греции в ступке, изводя их в течение десяти лет. Тем не менее, серия каламбуров, обыгрывающих названиях городов, подрывает его угрозу, создавая впечатление, будто бы он готовит приправу к празднику. Отправив Тумулта, чтобы получить ступу, подходящую для воплощения замысла, он уходит в «дом Зевса » и больше не появляется, хотя его потенциальное возвращение представляет угрозу на протяжении всей пьесы. Сценарий кажется оригинальной придумкой самого Аристофана.

## В философии
Гераклит описывал Полемоса как «царя и отца всего», способного привести всё к рождению и к смерти. Для Гераклита Полемос с одной стороны делает одних людей рабами, других ― свободными. Этот фрагмент оставляет неясность относительно того, думал ли Гераклит о Полемосе как об абстракции, о боге или как о символе войны, и эта многосмысленность, возможно, является намеренной. Хайдеггер интерпретировал полемос Гераклита как принцип дифференциации или «отделения» (нем. Auseinandersetzung).